# برونو موتا
برونو موتا (بالبرتغالية: Bruno da Mota‏) هو لاعب كرة قدم برازيلي، ولد في 22 مايو 1995 في كوريتيبا في البرازيل. لعب مع أتلتيكو باراناينسي.

## وصلات خارجية
- برونو موتا على موقع اتحاد تركيا (لاعب) (الإنجليزية)
- برونو موتا على موقع قاعدة بيانات كرة القدم.إي يو (الإنجليزية)
- برونو موتا على موقع Soccerway.com (الإنجليزية)
- برونو موتا على موقع عالم كرة القدم.نت (الإنجليزية)